# Rijssen-Holten
Rijssen-Holten là một đô thị ở đông Hà Lan. Đô thị này được thành lập trên cơ sở sáp nhập năm 2001, sau năm 2003, tên Rijssen đã được thay bằng tên mới Rijssen-Holten.

## Các trung tâm dân cư
Beuseberg, De Borkeld, Dijkerhoek (2 km về phía tây của Holten), Espelo, Holten, Holterberg, Holterbroek, Lichtenberg, Look, Neerdorp (thực tế là một phần của làng Holten) và Rijssen. Chỉ có Holten và Rijssen có hơn 500 dân.